# Shuya
Shuya (en ruso: Шуя) es la tercera ciudad más grande del óblast de Ivánovo, Rusia, situado en el río Teza, 150 millas al este de Moscú. Cuenta con una población de 62 449, según el censo de 2002.

## Historia

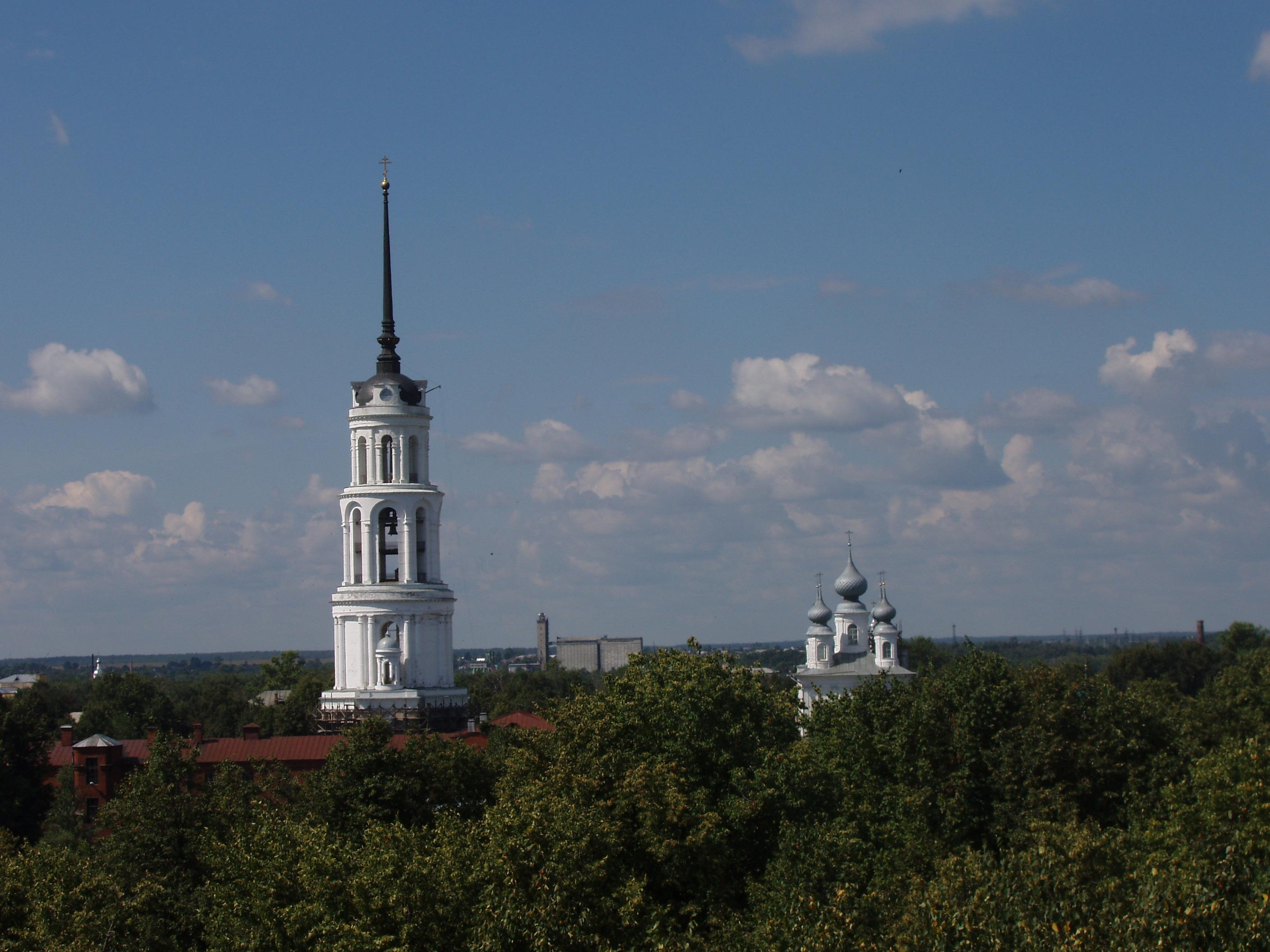
Catedral de la Resurrección con su torre.

El primer registro de Shuya tuvo lugar en 1393. Desde 1403, la zona estuvo en poder de la rama de Súzdal de los Rúrikovich, de donde tomaron después su nombre los príncipes Shuiski como, por ejemplo, Vasili Shuiski, el último zar de la dinastía Rúrikovich en el trono de Rusia.
En 1539, la ciudad fue saqueada por Safa Giray del Kanato de Kazán. En 1566, fue tomada por Iván el Terrible como su propiedad personal (Opríchnina). En 1722, Pedro el Grande visitó la ciudad, e inició allí la fabricación de textiles. En el siglo XIX, Shuya se desarrolló como uno de los principales centros de procesamiento de lino, aunque ya ha sido superado en importancia por el vecino pueblo de Ivánovo.
La abadía de Nikolo-Shartomski, situada a doce kilómetros de Shuya, tiene una de las mayores comunidades monásticas de Rusia. Su claustro fue mencionado por primera vez en 1425. La catedral data de 1652 y el refectorio de 1678. El campanario de la Catedral de la Resurrección, es el campanario independiente más alto del mundo ya que mide 106 metros.